# Муслиманско освајање Хорасана
Муслиманско освајање Хорасана била је последња фаза исцрпљујућег рата Рашидунског калифата против Сасанидског царства.

## Позадина
642. године Сасанидско царство је готово уништено и освојени су готово сви делови Персије, осим делова Хорасана, које су и даље држали Сасаниди. Хорасан је била друга по величини провинција Сасанидског царства. Простирала се од данашњег североисточног Ирана, Авганистана и Туркменистана. Главни град јој је био Балх, у данашњем северном Авганистану. Током 651. године, након што је Јездигерда III убио Махој Сури, муслимански Арапи су напали марзбана или управитеља Марв Табаристана.

## Рашудински и омејадски период

### Почетак освајања
Мисија освајања Хорасана додељена је Ахнафу ибн Кајсу и Абдулаху ибн Аамиру. Абдулах је кренуо из Фарса а ишао краћом и уједно ређом рутом преко Раја. Ахнаф је затим кренуо на север директно до Мерва, у садашњем Туркменистану. Мерв је био главни град Хорасана и овде је Јездигерд III држао свој двор. Чувши за муслиманско напредовање, Јездигерд III је отишао у град Балх. У Мерву није пружен отпор и муслимани су заузели главни град Хорасана без борбе.

### Друга фаза освајања
Фарухзад, који је раније био један од велможа Јездегерда и владар Табаристана, успео је да одбије Арапе уз помоћ Гила Гавбаре и склопи уговор с њима. Арапи су затим напали Хорасан и склопили уговор са канарангом из Туса, Канадбаком. Канадбак се у уговору сложио да се преда и помогне муслиманским снагама, а да и даље држи под контролом своје територије у Тусу. Абдулах и Канадбак су тада освојили Нишапур након што су поразили породицу Канарангијан.

### Последња фаза освајања
Искусног војног заповедника Ахнафа ибн Кајса Омар је именовао како би спровео освајање Хорасана, који у то време обухватао већи део данашњег североисточног Ирана, Авганистана и Туркменистана. Чувши за муслиманско напредовање, Јездигерд III је отишао у Балх. У Мерву није пружен отпор па су муслимани заузели главни град Хорасан без борбе. Након тога, извесно време након Омарове смрти Абдалах Ибн Аамир је поново именовао Ахнафа ради смиривања многих побуњених подручја, укључујући Хузестан и Херат.

### Поновно освајање
Током 654. године одиграла се битка код Бадгиса између породице Карен и њихових савезника Хефталита против Рашидунског калифата предвођеног Абдулахом ибн Аамиром. Овом битком је завршена прва фаза освајања Рашидуна на тлу Ирана. Упркос почетним застојима Арапа и инвазији Тургеша на Хорасан, Асад ибн Абдалах ел Касри је успео да лично нанесе пораз кагану у бици код Харистана и врати Тургеш војску. Касније након Асадове смрти после свега неколико месеци, овај успех је имао кључну улогу у очувању муслиманске владавине у Централној Азији, јер је ударац по престижу кагана довео до његовог убиства а убрзо након тога и слома тургешке моћи. У исто време, Асадова помирљива политика према домаћем становништву поставила је темеље за њено евентуално прихватање муслиманске владавине и исламизацију средње Азије.
724. године, непосредно након успона Хишама ибн Абд ел Малика (в. 724–743) на престо, Асадов брат Халид ел Касри јепостављен на важно место гувернера Ирака, са одговорношћу над читавим исламским Истоком, коју је држао до 738. Халид је заузврат именовао Асада за гувернера Хорасана. Двојица браће су тако постала заначајне личности, и према Патрицији Кроне, били „међу најистакнутијим људима из периода Марванида“. Када је дошао у Хорасан Асад је затекао провинцију у опасности: његов претходник, Муслим ибн Саид ел Килаби, управо је покушао да покрене поход против Фергане и претрпео велики пораз, такозвани „Дан жеђи“, од стране Тургутских Турака и согданске кнежевине Трансоксијане које су се дигле против муслиманске власти.
Од раних дана муслиманских освајања, арапске војске биле су подељене у пукове састављене од појединих племена или племенских конфедерација (бутун или ’аша‘ир). Упркос чињеници да су многе од ових група биле недавне креације, створене из разлога војне ефикасности, а не због било ког заједничког порекла, убрзо су развиле снажан и различит идентитет. Почетком омејадског периода, овај систем је напредовао до формирања све већих супер-групација, кулминирајући у две супер-групе: северни арапски Мударис или Кајс и јужни Арапи или „Јеменци“ (Јаман), којима су доминирали они који су пореклом били од племена Азд и Раби'а. До 8. века, ова подела се чврсто успоставила широм Калифата и била је извор сталне унутрашње нестабилности, јер су две групе у основи формирале две супарничке политичке странке, џокери за власт и раздвојене жестоком мржњом једних према другима. Током владавине Хишама ибн Абд ел Малика, влада Омејада именовала је Мударисе за гувернере у Хорасану, изузев мандата Асада ибн Абдалаха ел Касрија 735–738. Наср је именован четири месеца након Асадове смрти. У међувремену, извори различито извештавају да је провинцијом управљао или сиријски генерал Џафар ибн Ханзала ел Бахрани или Асадов војни заповедник Џудаи 'ел Кирмани. У сваком случају, извори се слажу да је Ел Кирмани у то време био најистакнутији човек у Хорасану и да је требао бити јасан избор за гувернера. Његови јеменски корени (био је вођа Азда у Хорасану), међутим, учинили су га неприхватљивим за калифа.

### Освајања под Омејадима
Након што је инвазија на Персију под Рашидунима завршена за пет година и готово све персијске територије дошле под арапску контролу, такође је било неизбежно отварање нових проблема за калифат. Џепови племенског отпора наставили су се вековима на авганистанским територијама. Током 7. века, арапске војске су ушле у регион Авганистана из Хорасана. Други проблем је настао као последица муслиманског освајања Персије, муслимани су постали суседи градова држава Трансоксијане. Иако је Трансоксиана била укључена у лабаво дефинисан регион "Туркестана", само је владајућа елита Трансоксијане делимично била турског порекла, док је локално становништво углавном представљало разнолику мешавину локалног иранског становништва. Како су Арапи стигли до Трансоксијане након освајања Сасанидског персијског царства, локалне иранско-турске и арапске војске сукобиле су се око контроле над градовима Пута свиле Трансоксијане. Конкретно, Тургеши под вођством Сулука и Хазари под Барџиком сукобили су се са својим арапским суседима како би контролисали овај економски важан регион. Било је то након тешких дела два значајна омејадска генерала, Кутајба ибн Муслима и Наср ибн Сајара. У јулу 738. године, у 74. години, Наср је именован за гувернера Хорасана. Упркос старости, био је широко поштован због свог војног искуства, знања о пословима Хорасан-а и државних способности. Јулиус Велхаусен је о њему написао да „његова старост није утицала на свежину његовог ума, о чему сведоче не само његова дела, већ и стихови у којима је изражавао своја осећања до самог краја свог живота“. Међутим, након протека времена и услед промене политичке климе, свој положај више је дуговао одговарајућој племенској припадности него личним особинама. Проблеми Трансоксијане могли су се решити иако су Омајади пропадали након што су их заменили Абасиди.

## Током Абасидског периода
Распрострањено незадовољство током касне владавине Омејада искористио је Абу Муслим, који је деловао у источној провинцији Хорасан. Ова провинција била је део иранског света који су арапска племена снажно колонизовала након муслиманског освајања са намером да замене династију Омејада која се показала успешном под знаком Црне заставе. Скоро 10.000 војника било је под командом Абу Муслима када су званично започета непријатељства у Мерву.

## Наслеђе

### Даље освајање
Након што су Абасиди заузели Хорасан, појавила се различита нове генерације муслиманских династија и вазалних краљевстава која су наставилa други талас муслиманског освајања на истоку. Испрва су је дали Абасиди под влашћу Сафаридса, муслиманска персијска династија из Систана која је владала деловима источног Ирана, Хорасан, Авганистан и Балочистан од 861. до 1003. године. Династију персијског порекла, основао је Јакуб бин Лајт ас Сафар, родом из Систана и локални ајар, који је радио као бакрорезац и јувелир (сафар) пре него што је постао вођа рата. Преузео је контролу над регијом Систан и започео освајање већине Ирана и Авганистана, као и делова Пакистана, Таџикистана и Узбекистана.
Затим је 901. године Амр Сафари у бици код Балха поражен од персијских Саманида, што је династију Сафарид свело на мању притоку у Систану.
1002. године, након што је наследио војску и територију свог оца, Махмуд од Газнија напао је Систан, свргнуо са власти Халафа I и коначно окончао династију Сафаридa, формирајући тако своје сизеренско царство, Газнавидско царство,  обележавајући тако проширење муслиманских освајања на земље Авганистана и Индије њиховим рукама. Тиме су по други пут била покренута муслиманска освајања на далеком истоку након освајања Мухамеда ибн Касима на Сиду много деценија раније током владавине Омејада.

### Дијаспора
Након освајања, забележено је да је масовна миграција 50.000 арапских породица из Басре у Хорасан. Регија се сматрала „другом Арабијом“ или „колонијом Басре“.
Један од Кинеза заробљених у Таласу након битка код Таласа, Ду Хуан је доведен у Багдад и обишао је калифат. Приметио је да су у Мерву, у Хорасану Арапи и Персијанци живели међусобно измешани.